# Фьюквей-Варина
Фью́квей-Вари́на (англ. Fuquay-Varina) — город в округе Уэйк, Северная Каролина (США).
Фьюквей-Варина находится в 30 минутах езды от города Роли, столицы Северной Каролины.
По данным переписи населения 2010 года, в городе проживает 17 937 человек. Это значительно больше показателей 2000 года, когда в городе проживало 7 898 человек. Ранее основой экономики города была торговля табачными изделиями и сельское хозяйство. Недавний рост населения и рынка недвижимости связан с тем, что поблизости находится исследовательский центр Research Triangle Park.